# Пожар в общежитии РУДН (2003)
Пожар в общежитии Российского университета дружбы народов — происшествие, случившееся 24 ноября 2003 года в Москве. Ночью в общежитии университета № 6, где проживали студенты-первокурсники, вспыхнул пожар, унёсший жизни 43 человек, главным образом иностранных студентов. Это не первый пожар, произошедший в общежитии РУДН. В ночь на 4 июня 1995 года при пожаре здесь же погибли 4 человека, шестеро пострадали.

## Здание общежития
Общежитие Университета Дружбы Народов, в котором вспыхнул пожар, представляет собой пятиэтажное здание постройки 1960-х годов.

## 24 ноября 2003 года
Началом возгорания была комната № 203, в которой проживали три студентки из Нигерии. На момент возгорания она была пуста. Студенты попытались первоначально самостоятельно справиться с пожаром, и лишь спустя сорок минут, когда увидели, что это бесполезно, вызвали на место происшествия пожарных. Когда те прибыли к зданию общежития, фасад здания уже был весь охвачен огнём, огонь вырывался наружу. Очаги огня находились на 2 и 3 этажах. Именно на этих этажах проживало большинство погибших. Впоследствии огонь распространился на 4 и 5 этажи. Студенты и работники вуза, выпрыгивая из окон на этих этажах, серьёзно пострадали — ломали конечности, травмировали позвоночник и голову, некоторые разбились насмерть. Те же, кто не решился прыгнуть из окна, погибли во время пожара. На месте пожара работали 28 пожарных расчётов и 50 бригад скорой помощи.
К 4:45 пожар был локализован, а спустя час — ликвидирован. Во время разбора завалов были обнаружены тела 42 человек, ещё два впоследствии скончались в больнице. 182 человека попали в больницу с ожогами и телесными повреждениями, 156 из них были на долгое время госпитализированы.
Среди погибших и пострадавших значились граждане Китая, Вьетнама, Эквадора, Перу, Эфиопии, Таити, Афганистана, Таджикистана, Монголии, Анголы, Кот-д’Ивуара, Марокко, Казахстана, Доминиканской республики, Ливана и Малайзии.

## Последствия пожара
Пожар имел сильный общественный резонанс. Гагаринская межрайонная прокуратура в тот же день возбудила уголовное дело по статье 168, части 2 УК РФ «Уничтожение или повреждение имущества путём неосторожного обращения с огнём, повлёкшее тяжкие последствия». Виновными в возгорании Гагаринским районным судом были признаны шесть человек, как то:
- Евгений Куницын, до пожара проректор по административно-хозяйственной деятельности университета.
- Геннадий Ермолаев, до пожара исполняющий обязанности начальника хозяйственного управления университета.
- Аведик Царитов, до пожара главный инженер университета.
- Василий Зиновьев, до пожара главный механик университета.
- Алексей Бисеров, до пожара заведующий общежитием № 6.
- Павел Лонин, до пожара инспектор Государственного пожарного надзора Юго-Западного административного округа Москвы.

27 февраля 2007 года суд вынес приговор вышеуказанным шести лицами, назначив наказание каждому в соответствии со степенью их вины. Самое суровое наказание — 2 года лишения свободы в колонии-поселении — получил Павел Лонин. Куницын получил 1,5 года лишения свободы, Ермолаев и Царитов — по 3 года лишения свободы условно, Бисеров — 2 года и 9 месяцев. Василий Зиновьев, 1927 года рождения, был приговорён к 3 годам лишения свободы условно, но тут же амнистирован в связи с достижением им преклонного возраста. Помимо этого, осуждённые были обязаны выплатить большую компенсацию родственникам погибших. Также обвинение предъявлялось ректору университета Дмитрию Билибину, но все обвинения с него впоследствии были сняты.